# Universidad libanesa internacional (Mauritania)
La Universidad libanesa internacional o Universidad libanesa internacional de Nuakchot (en francés: Université libanaise internationale de Nouakchot) es una universidad situada en la ciudad de Nuakchot, la capital del país africano de Mauritania. Está situada justo al sureste del Palacio Presidencial y al norte de la Mezquita del Viernes de Nuakchot y el Palacio de Justicia. 